# Dahlia Duhaney
Dahlia Duhaney (Jamaica, 20 de julio de 1970) fue una atleta jamaicana, especializada en la prueba de 4 x 100 m en la que llegó a ser campeona mundial en 1991. Es tía del jugador de baloncesto canadiense R. J. Barrett.

## Carrera deportiva
En el Mundial de Tokio 1991 ganó la medalla de oro en los relevos 4 x 100 metros, con un tiempo de 41.94 segundos, por delante de la Unión Soviética y Alemania, siendo sus compañeras de equipo: Juliet Cuthbert, Beverly McDonald y Merlene Ottey.